# Corporación Kimirina
La Corporación Kimirina es una organización sin fines de lucro de Ecuador centrada en la prevención y el tratamiento del VIH, con énfasis en las poblaciones LGBT. Es considerada una de las fundaciones más exitosas de la región en cuanto a la prevención del VIH.
La organización posee oficinas en las ciudades de Quito, Guayaquil (donde abrió en 2007), Machala, Portoviejo, Santa Elena y Santo Domingo. Ha firmado convenios con instituciones como la Municipalidad de Guayaquil, el Ministerio de Salud Pública y la embajada de Francia en Ecuador.
La organización obtuvo personería jurídica en diciembre de 1999 y es dirigida por la doctora Amira Herdoíza. Otras personalidades que han trabajado en Kimirina incluyen a los activistas LGBT Orlando Montoya y León Sierra Páez. El nombre de Kimirina es un vocable quechua que significa «caminar o trabajar juntos».

## Servicios

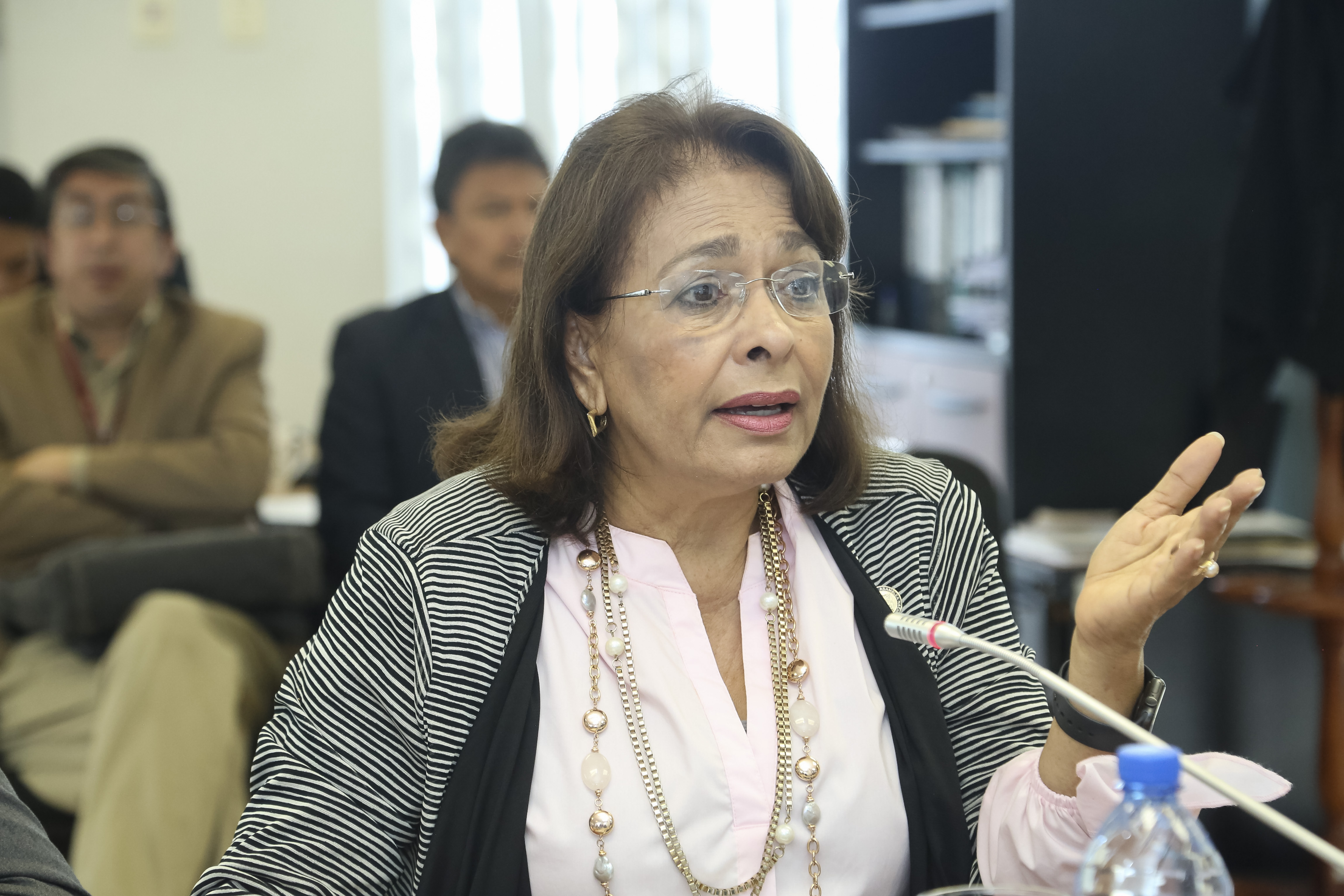
Amira Herdoíza, directora ejecutiva de Kimirina, en una comparecencia en la Comisión de Salud de la Asamblea Nacional del Ecuador en 2019.

La organización realiza charlas y talleres sobre salud sexual y prevención de enfermedades de transmisión sexual. En sus oficinas ofrecen pruebas gratuitas de VIH, además de contar con puntos ambulantes para la realización de pruebas en ciudades como Guayaquil.
En 2019, se convirtió en una de las primeras organizaciones en Ecuador en proporcionar tratamientos de Profilaxis preexposición para el VIH (PrEP) a través de un plan piloto, que para 2022 alcanzó los 200 usuarios del tratamiento en la Región Costa.
Kimirina participa también en eventos relacionados con la diversidad sexual, como la exposición de Artes LGBTI Contranatura y la creación de la historieta LGBT «Víctor Victoria». Han participado además en la organización de la Marcha del Orgullo LGBT de Quito.